# Viktor Astapov
Viktor Borissovitch Astapov (russe : Виктор Борисович Астапов), né le 9 décembre 1962 à Tikhoretsk en RSFS de Russie (URSS), est un officier des forces armées russes. Il détient actuellement le grade de lieutenant général et, depuis 2019, il est commandant en chef adjoint de la marine russe.
Astapov rejoint l'armée après avoir étudié à l'école supérieure de commandement aéroporté de la Garde de Riazan, servant dans une compagnie de reconnaissance régimentaire des forces aéroportées soviétiques. Gravissant les échelons, il sert pendant la première guerre du Haut-Karabakh, puis devient commandant d'un bataillon de parachutistes après la dissolution de l'Union soviétique. Il participe aux première et seconde guerres tchétchènes en tant que commandant adjoint de la 21e brigade aéroportée, puis en tant que commandant du 51e régiment aéroporté de la Garde. Au milieu des années 2000, il est commandant de la 7e division d'assaut aéroporté de la Garde, et après des études à l'Académie militaire de l'état-major général des forces armées, il devient chef d'état-major et premier commandant adjoint du district militaire de Sibérie.
Astapov occupe ensuite des postes d'état-major dans les districts militaires sud et ouest, promu au grade de lieutenant-général, avant de devenir commandant adjoint de la marine, responsable des troupes côtières. Au cours de sa carrière, il reçut un certain nombre de récompenses, dont l'Ordre du courage, l'Ordre du Service pour la Patrie dans les forces armées de l'URSS de troisième classe et l'Ordre du mérite militaire.

## Jeunesse et début de carrière
Astapov naît le 9 décembre 1962 à Tikhoretsk, dans le kraï de Krasnodar, alors partie de la RSFS de Russie, en URSS. Inspiré par le film Officiers de 1971, Astapov décide de faire carrière dans l'armée et rejoint les forces aéroportées soviétiques. Après avoir échoué à entrer à l'école supérieure de commandement aéroporté de la Garde de Riazan lors de sa première tentative, Astapov passe un an à étudier la physique à l'université d'État de Rostov, avant de finalement rejoindre l'école de Riazan l'année suivante. Il obtient son diplôme en 1985 et part servir dans une compagnie de reconnaissance régimentaire des forces aéroportées soviétiques basée à Toula,. L'année suivante, il est nommé commandant de la compagnie, et se rend à Bakou, où il est affecté pendant la première guerre du Haut-Karabakh. Il reçoit  l'Ordre du Service pour la Patrie dans les forces armées de l'URSS de troisième classe pour son service dans la police des tensions croissantes. À son retour en Russie, il est nommé chef d'état-major d'un bataillon de parachutistes de la 106e division aéroportée de la Garde, dont il devient le commandant deux ans et demi plus tard.

## Commandements et opérations en Tchétchénie

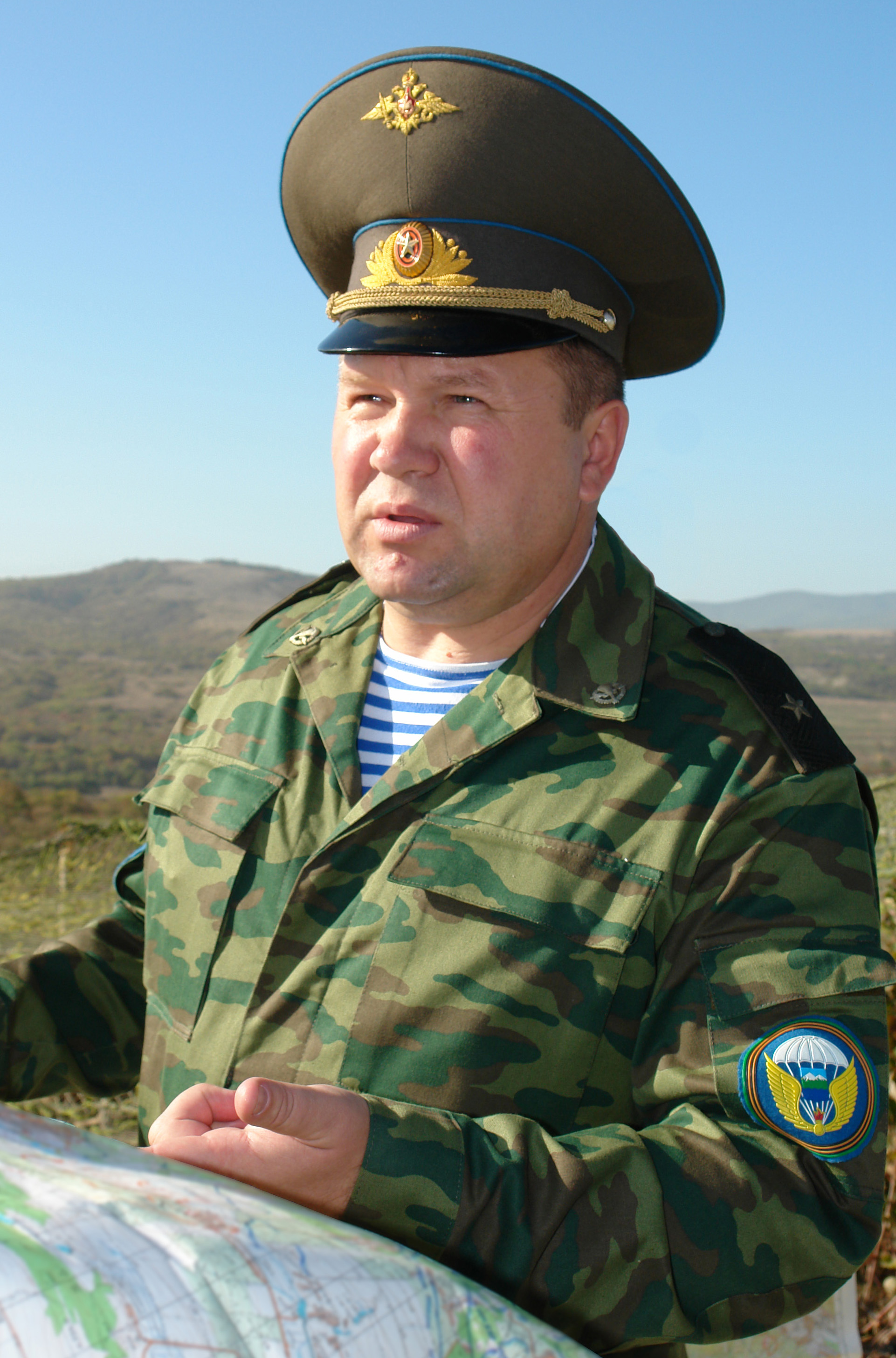
Astapov en 2006, alors commandant de la 7e division d'assaut aéroporté de la Garde.

Astapov rejoint ensuite l'Académie militaire Frounze, où il en sort diplômé en 1996, puis devient commandant adjoint de la 21e brigade aéroportée, détachée en Tchétchénie pendant les première et deuxième guerres tchétchènes,. En 1999, il reçoit le commandement du 51e régiment aéroporté de la Garde et prend en charge le retrait de l'unité de Tchétchénie. Malgré les attaques continues subies lors de l'opération, Astapov achève le retrait en ne comptant que quelques pertes minimes, recevant pour cela l'Ordre du courage et la médaille pour la distinction en service militaire, de première et seconde classes. Il devient ensuite commandant de la 7e division d'assaut aéroporté de la Garde entre 2005 et 2007,. Il est diplômé de l'Académie militaire de l'état-major général des forces armées en 2009, puis est nommé au poste de chef d'état-major et premier commandant adjoint du district militaire sibérien.

## Nominations de cadres supérieurs
À partir de janvier 2011, Astapov est chef d'état-major et commandant adjoint de la 49e armée interarmes du district militaire sud et, en mai 2012, il devient commandant de la 49e armée interarmes,. En tant que commandant de l'armée, il est également chef de la garnison territoriale de Stavropol. De décembre 2013 à avril 2014, il est commandant adjoint du district militaire sud, avant d'être promu lieutenant général le 24 février 2014,,. Le 21 juin 2014, il est nommé chef d'état-major et premier commandant adjoint du district militaire ouest. En tant que chef d'état-major du district militaire ouest, Astapov est fortement impliqué dans la planification et la réalisation des exercices Zapad 2017. Le 1er août 2018, alors qu'il est commandant par intérim du district militaire ouest, Astapov rencontre une délégation militaire japonaise à Saint-Pétersbourg, dirigée par le ministre de la Défense Itsunori Onodera.
En février 2019, Astapov est muté du poste de chef d'état-major du district militaire ouest au poste de commandant adjoint de la marine, responsable des troupes côtières. Astapov acquiert de l'expérience en participant à l'intervention militaire russe dans la guerre civile syrienne. Il est remplacé à la tête de l'état-major du district militaire ouest par le lieutenant-général Alekseï Zavizon.

## Décorations et vie privée
Au cours de sa carrière, Astapov reçut l'Ordre du courage, l'Ordre du Service pour la Patrie dans les forces armées de l'URSS de troisième classe et l'Ordre du mérite militaire, ainsi qu'un certain nombre de médailles. Il est marié, père d'un fils.